# Filip Kahane
Filip Sanbra Kahane (ur. 27 lutego 1838 w Ratzersdorf, zm. 20 listopada 1915 w Łańcucie) – urzędnik, powstaniec styczniowy, działacz społeczny.

## Życiorys
Urodził się w 27 lutego 1838 w Ratzersdorf w rodzinie katolickiej, choć przez wiele lat uważano, że w rodzinie żydowskiej. Był synem Ignacego (lekarz, od około 1857 pracujący w Sanoku, zm. 1875). Miał braci Maurycego (1836-1896), Leona (zm. 1864), Zygmunta (1846-1889) oraz siostrę Ludwikę (w latach 90. XIX wieku w stanie panieńskim członkini sanockiego gniazda Polskiego Towarzystwa Gimnastycznego „Sokół”). Wraz z rodziną przeprowadził się do Sanoka pod zaborem austriackim, gdzie ojciec rodziny od około 1857 pracował jako lekarz.
Uczył się w szkołach w Przemyślu i we Lwowie. Po założeniu szpitala dla chorych w Sanoku 1 sierpnia 1857 był jego zarządcą do około 1860 (został zastąpiony na stanowisku przez swojego brata Maurycego). Od około 1860 do 1863 był pisarzem gminnym w urzędzie gminy w Sanoku (jako pierwszy tę funkcję pełnił wówczas Antoni Radomski, który jednocześnie był kasjerem miejskim). Według późniejszych opracowań był zatrudniony jako urzędnik w magistracie miasta Sanoka.
Po wybuchu powstania styczniowego 1863 wraz z bratem Maurycym przyłączył się ochotniczo do walk (potem obaj otrzymali nominacje oficerskie). W lutym 1863 Filip Kahane przybył do Krakowa, tam przebywał w domu rodziny Szymkajłłów, po czym wraz z innymi ochotnikami wyruszył do Ojcowa, gdzie formowała się partia Apolinarego Kurowskiego. Od początku miał zamiar przystąpić do żuawów śmierci pod komendą François’a de Rochebrune’a. Ze sobą wiózł osiem sztuk broni palnej i dwa pałasze, wobec czego różne oddziały czyniły starania o włączenie go w swoje szeregi (w tym Jan Nepomucen Gniewosz). Początkowo służył jako szeregowiec (piechur) w oddziale Kurowskiego. Potem zrealizował swoje plany i został żołnierzem żuawów śmierci. W ich szeregach wraz z innymi ochotnikami przez całe dni był szkolony przez gen. Rochebrune’a. Wraz z żuawami po 17-godzinnym marszu w dniu 17 lutego 1863 uczestniczył w swoich pierwszych walkach tj. w przegranej bitwie pod Miechowem, w trakcie której przejął od rannego chorążego sztandar oddziału i zachował do końca walki ocalając ten symbol, pierwotnie ofiarowany przez hr. Muszyńską oraz z wizerunkiem Matki Boskiej i wierszem Wincentego Pola. Następnie zgodnie z rozkazem dowódcy o rozproszeniu wówczas około 40-osobowego oddziału, przemieszczał się w kilkuosobowej grupie towarzyszy. Po minięciu Działoszyc dotarł do Pińczowa, gdzie posilił się i trafił do tamtejszego klasztoru reformatów, lecz nie mógł tam pozostać. Następnie władze gminne wyrobiły mu fałszywy paszport na nazwisko „Apolinary Maks”, po czym skierowano go do pobliskiego dworu. Następnie przebywał w komorze moskiewskiej, gdzie pozwolono mu jechać dalej dzięki wstawiennictwu lekarza powiatowego z Tarnowa, Petera Přikrila. Tuż potem skorzystał z uprzejmości tegoż doktora i zabrał się wraz z nim do Tarnowa oraz przez kilka dni gościł w jego domu. Następnie udał się dalej do Krakowa, po czym trafił do Goszczy, gdzie ponownie połączył się z żuawami Rochebrune’a wtedy już w sile około 300 ludzi. Po kilkunastu dniach spędzonych na ćwiczeniach w Goszczy, po mianowaniu gen. Mariana Langiewicza dyktatorem (11 marca 1863) udał się wraz z oddziałem do Chrobrza i nocował w tamtejszym pałacu Wielopolskich, gdzie poznał Annę Pustowójtównę. Wkrótce potem, po przejściu rzeki Nidy i spaleniu mostu brał udział w zwycięskiej bitwie pod Chrobrzem (17 marca 1863), a nazajutrz w bitwie pod Grochowiskami (18 marca 1863). W ostatniej z tych bitew podczas ataku na armatę został trafiony kulą kartaczową w prawą rękę. Z bezwładną ręką niezdolny do walki i zrezygnowany wysuwał się na pierwszą linię walki aby zostać trafionym przez nieprzyjaciela. Kilkakrotnie był wzywany przez Rochebrune’a, aby udał się do ambulansu nieopodal, a wobec niewykonania polecenia został tam doprowadzony przez dwóch żuawów. Po prowizorycznym zaopatrzeniu został odwieziony do szpitala w Tarnowie, gdzie dotarł po trzech dniach. Tam został przyjęty przez ww. doktora Přikrila. Wobec rozwijającej się gangreny amputowano mu prawe przedramię, do czego został przekonany przez dr. Karola Gilewskiego z Krakowa. Początkowo lekarze planowali jedynie skrócenie rannej ręki, ale po stwierdzeniu strzaskania kości zdecydowano o amputacji aż do ramienia. W trakcie pierwszej operacji doznał zatrzymania akcji serca, zaś po stwierdzonych komplikacjach przeprowadzono drugą operację, tym razem bez użycia narkozy i w jej trakcie dokonywano wiązania arterii bez usypiania. Po drugim z tych zabiegów stan Filipa Kahane był krytyczny, w mieście rozeszła się nawet pogłoska o jego śmierci, a do Tarnowa przybyli z Sanoka jego rodzice. Łącznie przebywał w szpitalu przez około trzy miesiące. Następnie pojechał do Sanoka, gdzie przez około miesiąc był na rekonwalescencji pod okiem swojego ojca. Dzień po wygojeniu rany i zakończeniu leczenia bez poinformowania rodziny wyjechał z rodzinnego domu, mając zamiar kontynuowania udziału w powstaniu.
Przybył do Lwowa mając zamiar dołączenia do formowanego oddziału pułkownika Wojciecha Komorowskiego. Na miejscu spotkał swojego wcześniejszego dowódcę Rochebrune’a, już w randze generała. Według wspomnień został powitany przez przełożonego słowami „Voila-le brave-entre des braves!” (pol. „Oto odważny między odważnymi!”), natomiast według późniejszych opracowań z usta generała padły słowa „Vive le sans bras!” (pol. „Niech żyje bez ramienia!”). W związku z tym przylgnął do niego spolszczony zapis tego określenia tj. „Sanbra” i z tego powodu był znany jako Filip Sanbra Kahane. Ponownie trafił pod komendę gen. Rochebrune’a i został mianowany porucznikiem w szeregach żuawów. Następnie z oddziałem spędzał czas na ćwiczeniach wojskowych, a sam trenował posługiwanie się bronią i strzelanie przy użyciu lewej ręki. Wraz z polskimi wojskami przekroczył granicę i pod wodzą pułkownika Wojciecha Komorowskiego wziął udział w bitwie pod Poryckiem na Wołyniu 2–3 listopada 1863. Po wycofaniu się sił polskich do granicy wraz z większością powstańców został aresztowany przez austriackich huzarów. Został osadzony w więzieniu w Sokalu, skąd krótkotrwale zbiegł, lecz wkrótce potem został schwytany w domu, gdzie się ukrywał. Tego samego dnia uciekł po raz drugi, po czym przedostał się do Lwowa. Tam na zlecenie ukrywającego się na wsi płk. Komorowskiego działał wraz z Izydorem Dzieduszyckim na rzecz organizacji nowego oddziału powstańczego i werbował ochotników. Wskutek działań prowokatora o nazwisku Redl został aresztowany wraz z Dzieduszyckim przez policję. Początkowo był przytrzymywany na policji, a następnie przez okres pół roku jako więzień stanu był osadzony w więzieniu Karmelitów. Po zwolnieniu w 1864 był objęty dozorem policyjnym. Jego młodszy brat Leon zmarł wskutek ran odniesionych w powstaniu. Inny powstaniec styczniowy hr. Władysław Tarnowski napisał wiersz zatytułowany Do Władysława Zwierkowskiego i Filipa Kahanego i opublikowany w tomiku pt. Krople czary (wydany w Lipsku w 1865), którego pierwsze wersy brzmią: „O wy! o jednem ramieniu / Straciwszy drugie wśród boju / Nie pozostali w spokoju (...)”. Władysław Zwierkowski podczas walk w 1863 stracił lewą rękę, po czym też był leczony w Tarnowie, a potem również powrócił w szeregi żuawów.
Po odzyskaniu wolności kształcił się w Szkole Gospodarstwa Wiejskiego w Dublanach, której został absolwentem. Poślubił Alinę Mieloch Drozdowską herbu Jastrzębiec (córka jego powstańczego towarzysza). Przez pewien czas był zarządcą majątku swojego teścia na ziemi litewskiej. Po wprowadzeniu autonomii galicyjskiej (1867) od około 1871 do około 1880 był członkiem oddziału sanocko-lisko-brzozowsko-krośnienskiego C. K. Galicyjskiego Towarzystwa Gospodarskiego. Od około 1876 do około 1880 pełnił funkcję zastępcy członka C. K. Powiatowej Komisji Szacunkowej w Krośnie. W latach 70. był agronomem w Krościenku. Według stanu z 1880 był właścicielem dóbr ziemskich w Krasnej pod Krosnem.

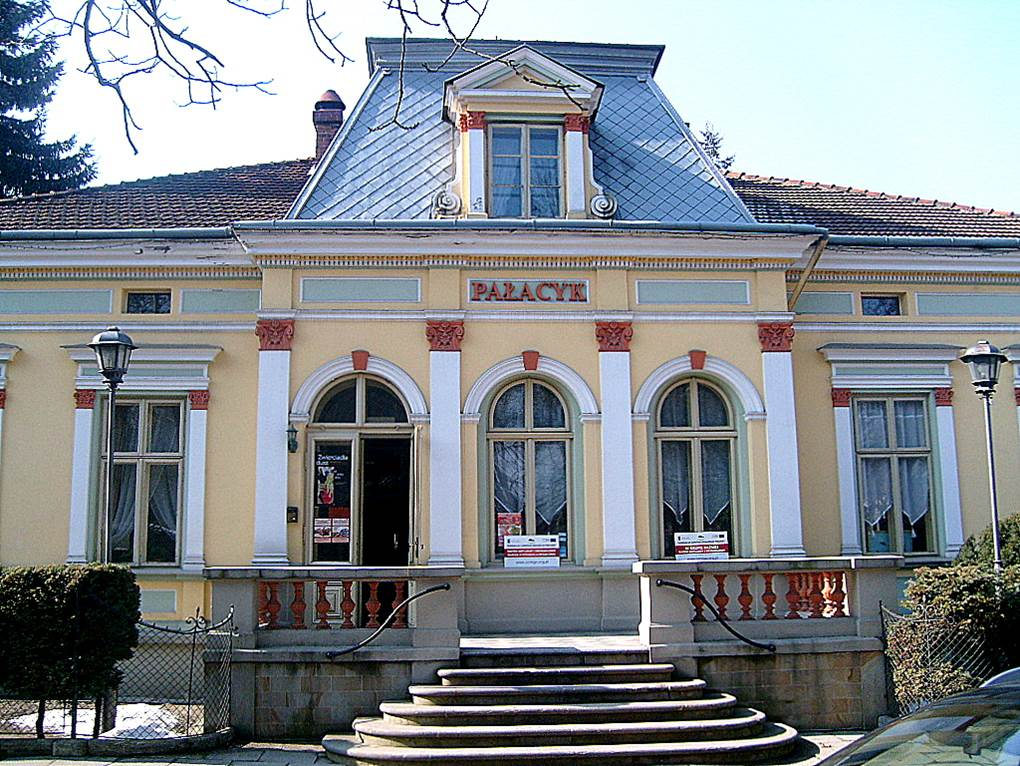
Willa „Pałacyk” w Łańcucie

Od 1880 był zatrudniony na stanowisku urzędniczym w Ordynacji Łańcuckiej Potockich, pełniąc funkcję zastępcy skarbu i w charakterze pełnomocnego namiestnika skarbu (w 1895 określony jako zastępca ordynacji, a w 1905 jako przełożony obszaru dworskiego w Łańcucie, w 1913 jako zarządca dóbr, a wkrótce po śmierci emerytowany zastępca dóbr). Od tego czasu mieszkał w Łańcucie. Z rodziną zamieszkiwał w domu wybudowanym w 1904. W tym mieście udzielał się w życiu społecznym, kulturalnym i narodowym. Od 1886 był prezesem miejscowego Towarzystwa Kasyna. Był w grupie zaprzysiężonych taksatorów dóbr przy C. K. Sądzie Obwodowym w Rzeszowie po raz pierwszy od około 1892 do około 1898 oraz po raz drugi od około 1911 do co najmniej 1914. Był działaczem łańcuckiego gniazda Towarzystwa Gimnastycznego „Sokół”, członkiem komisji teatralnej, a od 1896 prezesem tegoż gniazda. Został zastępcą członka dyrekcji ukonstytuowanego 16 grudnia 1905 Banku Ziemskiego w Łańcucie.
11 marca 1903 spisał swoje wspomnienia powstańcze, które zatytułowane Dzieje Żuawa zostały wydane w 1903 w publikacji pt. W czterdziestą rocznicę powstania styczniowego 1863-1903 pod redakcją Bronisława Szwarcego i były też drukowane w dzienniku „Rzeszowianin” w tym samym roku. Swoje doświadczenia powstańcze spisał i wydał w 1913 pod tytułem Pamiętnik Żuawa. Był też autorem tekstu Modlitwy powstańca. Do końca życia był członkiem Towarzystwa Wzajemnej Pomocy Uczestników Powstania z r. 1863-4.
W 1898 został uznany przynależnym do gminy Sanok. Zmarł 20 listopada 1915 w Łańcucie (we współczesnych opracowaniach podano błędnie dzień 25 listopada). Został pochowany na cmentarzu w Łańcucie (obecnie cmentarz komunalny przy ulicy Ignacego Mościckiego; sektor B2, rząd 14, miejsce 1). Obok spoczęła jego żona Alina (zm. 1923). Filip i Alina mieli dziewięcioro dzieci: Józefę Janinę (w domu zwaną Inią, ur. 24.07.1877 - zm. 27 lutego 1909), Czesława Konrada (ur. w Sanoku 11.1879 – zm. w wieku 8 miesięcy 29.03.1880 na zapalenie oskrzeli), Wandę (ur. 1880 – zm.1966), Zofię Marię (ur. 22.08.1882 w Łańcucie – zm. 1940), Zdzisława Witolda (ur. w Łańcucie 17.05.1884 – zm. 1933), Elżbietę Helenę (w domu zwaną Elżunią, ur. 21.04.1886 w Łańcucie – zm. 1974), Aldonę (ur. 1889 – zm. 1961), Irenę (ur. 1891 – zm. 1945) i Ludwika (ur./zm. 25.08.1894 - zmarł przy porodzie ochrzczony z wody przez położną Józefę Śliwińską). Willę należącą niegdyś do Filipa Kahane w 1989 zakupił Andrzej Reizer, który dokonał jej remontu i przekształcił w lokal o charakterze gastronomicznym i hotelowym. Od tego czasu obiekt zyskał przydomek „Pałacyk”. Budynek został wpisany do wojewódzkiej ewidencji zabytków.